# 勝部義夫
勝部 義夫（、1934年〈昭和9年〉3月19日 - 2023年〈令和5年〉5月）は、日本の元俳優。島根県大田市波根町出身。日本大学芸術学部映画科卒業。

## 人物・経歴
1953年、大学入学と同時に帝国劇場の研究生となり、翌年に正式な劇団員となる。
1955年に東宝専属となり、1956年に公開された東宝配給作品『白夫人の妖恋』（豊田四郎監督）でデビュー。
その後も多数の作品でバイプレイヤーとして活躍。合計327本の映画に出演。書籍『ゴジラ大百科 [メカゴジラ編]』では、「決定打的な役はないが、常に何らかのかたちで画面に登場してくる不思議な俳優」と評している。
テレビドラマでも『ウルトラセブン』の準レギュラー・ウエノ隊員をはじめ多数の作品に出演。特撮作品では、記者役や通信担当の軍人役が多い。
1976年『大空のサムライ』を最後に家業を継ぐため帰郷し、俳優を引退。その後は地元・島根県の観光学会の理事などを務めるかたわら、1992年、しまね映画祭を設立。実行委員会事務局の実行委員長を務め、2010年に島根県・第49回文化賞を受賞。
2023年5月、死去。89歳没。

## 出演作品

### 映画
- 白夫人の妖恋（1956年） - 金山寺の坊主[要出典]
- 空の大怪獣 ラドン（1956年） - 通信員[出典 3]
- 地球防衛軍（1957年） - 村人[2]、科学者[2]、記者、ミステリアン幹部、自衛隊隊員[要出典]
- 変身人間シリーズ
  - 美女と液体人間（1958年） - 記者[要出典]
  - 電送人間（1960年） - 小谷牧場の警官
  - ガス人間㐧1号（1960年） - 記者[要出典]
  - マタンゴ（1963年） - クラブの客[要出典]
- 大怪獣バラン（1958年） - カメラマン[要出典]
- 裸の大将（1958年） - 作品展の来客者
- 暗黒街の顔役（1959年） - ランデブーのダンスフロアの客[注釈 1]
- 潜水艦イ-57降伏せず（1959年） - 伝令B[11]
- 宇宙大戦争（1959年） - 記者、演説応援の政府関係者 [2役][要出典]
- 野獣死すべし（1959年） - 大学経理課職員
- ハワイ・ミッドウェイ大海空戦 太平洋の嵐（1960年） - 整備兵[要出典]
- サラリーガール読本 お転婆社員（1960年） - 庶務課社員
- 社長シリーズ
  - 続・社長道中記 女親分対決の巻（1961年）
  - 続・社長外遊記（1963年）
  - 社長忍法帖（1965年） - 作業員
  - 続・社長千一夜（1967年） - 記録員
  - 続・社長繁盛記（1968年） - 作業員
- モスラ（1961年） - 日本隊員B[11]（インファント島調査隊員[3]）
- 世界大戦争（1961年） - 記者[12]
- 妖星ゴラス（1962年） - 新聞記者、宇宙基地観測員 [2役][要出典]
- ゴジラシリーズ
  - キングコング対ゴジラ（1962年） - ファロ島島民[5]、霞ヶ浦偵察飛行隊の無線の声[5]
  - モスラ対ゴジラ（1964年） - 漁師[5]、浜風ホテルのフロント[5]、消防隊員[5]
  - 三大怪獣 地球最大の決戦（1964年） - A社記者[11]
  - 怪獣大戦争（1965年） - 世界教育社社員（X星人）[5]
  - ゴジラ・エビラ・モスラ 南海の大決闘（1966年） - 赤イ竹隊員[13][5]、インファント島島民[出典 4]
  - 怪獣総進撃（1968年） - 若い科学者[11]（国連科学委員会技師[14][5]）
  - ゴジラ・ミニラ・ガバラ オール怪獣大進撃（1969年） - 記者[5]
  - ゴジラ対ヘドラ（1971年） - 勝部[5]（自衛隊技術将校[1]）
  - メカゴジラの逆襲（1975年） - 警戒アナウンスの声[要出典]
- 太平洋の翼（1963年） - 航空基地の通信長[要出典]
- 海底軍艦（1963年） - 轟天建武隊軍曹[要出典]
- 恐怖の時間（1964年） - レストランの客
- 君も出世ができる（1964年） - 東和観光社員、ダンスホールの客、サラリーマン [3役]
- クレージー作戦シリーズ
  - ニッポン無責任野郎（1962年） - アベックの男性、明音楽器の社員 [2役]
  - 無責任遊侠伝（1964年） - マカオのカジノのディーラー
  - 大冒険（1965年） - 記念パーティーの客[要出典]
  - クレージー大作戦（1966年） - 刑事
  - クレージーだよ天下無敵（1967年） - トヨトミ電気社員
  - クレージーの怪盗ジバコ（1967年） - ジバコ特捜班刑事
  - クレージーのぶちゃむくれ大発見（1969年） - ホテルのフロント係
  - クレージーの大爆発（1969年） - パトカーの警官
- 宇宙大怪獣ドゴラ（1964年） - 電波研究所所員、オークラホテルの客、自衛隊員 [3役][要出典]
- クレージー映画（時代劇）
  - ホラ吹き太閤記（1964年） - 織田家の武将、大工、清洲城の門番 [3役][注釈 2]
  - クレージーの無責任清水港（1966年） - 野次馬[注釈 2]
  - クレージーの殴り込み清水港（1970年） - 次郎長の子分
- 太平洋奇跡の作戦 キスカ（1965年） - 阿武隈の伝令[要出典]
- フランケンシュタイン対地底怪獣（1965年） - 記者[要出典]
- けものみち（1965年） - 秦野の秘書
- 100発100中（1965年） - 赤月組子分
- 若大将シリーズ
  - 銀座の若大将（1962年） - カメラマン助手
  - エレキの若大将（1965年） - 安原
  - レッツゴー!若大将（1967年） - 部員
  - ゴー!ゴー!若大将（1967年） - ガソリンスタンド店員
  - リオの若大将（1968年） - 秘書
  - フレッシュマン若大将（1969年） - 井沢
  - ニュージーランドの若大将（1969年） - ゴーゴークラブのウエイター
- フランケンシュタインの怪獣 サンダ対ガイラ（1966年） - 記者[11]
- お嫁においで（1966年） - 電車の乗客、酔っ払い、ホテルのバーテン、須山造船作業員 [4役]
- キングコングの逆襲（1967年） - フーの手下
- ドリフターズですよ!前進前進また前進（1967年） - 救急車の係員
- 100発100中 黄金の眼（1968年） - ベイルートの男
- めぐりあい（1968年） - バーテン
- 愛のきずな（1969年） - 貝塚
- 死ぬにはまだ早い（1969年）
- 緯度0大作戦（1969年） - 海洋観測船の記録員、緯度0の住民 [2役][要出典]
- 東宝8.15シリーズ
  - 日本のいちばん長い日（1967年） - 近衛師団兵
  - 連合艦隊司令長官 山本五十六（1968年）
  - 日本海大海戦（1969年） - 塚本（老朽船乗組員）、第二艦隊参謀、白襷隊隊員 [3役][要出典][注釈 2]
  - 激動の昭和史 軍閥（1970年） - 赤城（ラバウル航空艦隊参謀）
  - 激動の昭和史 沖縄決戦（1971年） - 与那巖教諭[11]
- 野獣の復活（1969年） - バーテンダー
- 豹は走った（1970年） - バーテン
- ゲゾラ・ガニメ・カメーバ 決戦!南海の大怪獣（1970年） - 新聞記者[要出典]
- 夕日くん サラリーマン脱出作戦（1971年） - ボーイ
- だまされて貰います（1971年） - ハイヤー運転手
- 恋人って呼ばせて（1971年） - ボーイ
- 呪いの館 血を吸う眼（1971年） - 喫茶店の客[要出典]
- 父ちゃんのポーが聞える（1971年） - こまどり学園医局員
- 昭和ひとけた社長対ふたけた社員 月月火水木金金（1971年） - 田中
- 喜劇 やさしくだまして（1972年） - 中村
- 紙芝居昭和史 黄金バットがやって来る（1972年） - 木下
- 王将（1973年） - キャメラマン
- 化石の森（1973年） - 商社マン
- グアム島珍道中（1973年） - 中村
- 愛こんにちは（1974年） - 同僚
- エスパイ（1974年） - 記者[15]
- 告訴せず（1975年） - 平仙物産の社員
- 東京湾炎上（1975年） - 中継車内の局員[16]
- 続・人間革命（1976年） - 滝田
- 不毛地帯（1976年） - 鑑識係係員
- 大空のサムライ（1976年） - インタビュアー・ラバウル基地の少佐 [2役][要出典]

### テレビドラマ
- ウルトラシリーズ
  - ウルトラQ
    - 第2話「五郎とゴロー」（1966年） - 毎日新報記者[注釈 2]
    - 第4話「マンモスフラワー」（1966年） - 毎日新報記者[注釈 2]
    - 第11話「バルンガ」（1966年） - 東都新聞記者

  - ウルトラマン
    - 第18話「遊星から来た兄弟」（1966年） - 宇宙局局員
    - 第25話「怪彗星ツイフォン」（1967年） - インテリ風サラリーマン

  - ウルトラセブン（1967年 - 1968年） - ウエノ隊員[3]
  - 帰ってきたウルトラマン
    - 第12話「怪獣シュガロンの復讐」（1971年） - 警察官
    - 第15話「怪獣少年の復讐」（1971年） - 車掌
    - 第17話「怪鳥テロチルス 東京大空爆」（1971年） - MAT地震研究部技官[注釈 2]
- 太陽のあいつ（1967年）
- マイティジャック 第9話「地獄への案内者（ガイド）」（1968年） - ホテル・フロント係
- 怪奇大作戦
  - 第8話「光る通り魔」（1968年） - 北都住宅公団・会計課社員
  - 第18話「死者がささやく」（1969年） - 熱川ハイツ・フロント係
- 兄貴の恋人 第4話（1970年）
- 荒野の素浪人 第57話「鳴動 竜神沼の奔流」（1973年）
- ジキルとハイド 第7話「雨の慟哭」（1973年）
- 流星人間ゾーン 第2話「やっつけろ! デストロキング」（1973年） - 医師
- レインボーマン 第33話「ダッカー飛行隊出撃せよ!」（1973年） - おでん屋の客
- 太陽にほえろ!
  - 第44話「闇に向って撃て」（1973年） - 歯科医
  - 第64話「子供の宝・大人の夢」（1973年） - 梅田玩具社員
  - 第118話「信じあう仲間」（1974年） - 警視庁刑事
  - 第132話「走れ! ナポレオン」（1975年） - 河野秘書
- スーパーロボット レッドバロン 第16話「鉄面党脱走犯E16号」（1973年） - 医師
- ダイヤモンド・アイ 第3話「ハリケーン作戦準備完了!」（1973年） - 秘書
- 日本沈没  - 技官
  - 第1話「飛び散る海」（1974年）[注釈 2]
  - 第2話「海底の狂流」（1974年）
  - 第5話「いま、島が沈む」（1974年）
  - 第6話「悲しみに哭く大地」（1974年）
  - 第8話「怒りの濁流」（1974年）
  - 第9話「海底洞窟の謎」（1974年）
  - 第16話「鹿児島湾SOS!」（1975年）
  - 第17話「天草は消えた!」（1975年）
- スーパーロボット マッハバロン 第21話「南南西へ進路をとれ」（1974年） - 南博士
- 俺たちの勲章（1975年）
  - 第7話「陽のあたる家」 - 鉄道公安官
  - 第13話「誘拐」 - 信濃警察刑事
- 少年探偵団 第2話「UFO地球を襲う 2」（1975年） - アナウンサー

### 舞台
- 赤い絨毯
- 雲の上団五郎一座
- 近松門左衛門